# Els Segalars (Viladrau)
Els Segalars és una masia de Viladrau (Osona) inclosa a l'Inventari del Patrimoni Arquitectònic de Catalunya.

## Descripció
Masia de planta rectangular (13x8) que forma un petit angle en el sector E (habitatge) i coberta a dues vessants amb el carener paral·lel a la façana de migdia. Està adossada parcialment al terraplè de la carretera. Consta de planta i primer pis, i podem observar-hi adossat al sector O un cos de corts de planta irregular (13x10),. La façana principal presenta a la planta un portal rectangular amb llinda de gres escripturada (Ramon Serra 1925) al qual s'hi té accés mitjançant tres amples graons amb voreres de granit i una finestra, sota de la qual hi ha una pica; el primer pis presenta dues finestres una d'elles amb ampits de gres modern; l'angle que mira a l'E presenta un finestral a la planta i un balcó (amb portal rectangular i barana de ferro) al primer pis; el sector O, després de l'angle, està format per un mur de pedra vista (remodelacions) a la planta que presenta un portal i una finestreta (corts) i al primer pis un porxo parcialment tapiat (en aquest sector presenta una finestra) i amb barana de ferro. La façana O està adossada al cos de Corts que presenta a la façana principal (migdia) un portal, un cobert modern amb dos pilars de granit, una finestreta amb arc de descàrrega de totxo i dues espieres a la planta i a les golfes dues finestretes, una d'elles tapiada, i l'altra amb emmarcaments de gres, i un finestral modern; la façana O presenta un petit cos de corts adossat, al qual s'hi accedeix mitjançant una escala amb graons de granit que donen a un portal (façana de migdia), tres finestres a la planta i dues al paller. La façana N, que està adossada al terraplè de la carretera i dona a peu de primer pis, presenta al cos de corts, dues finestres amb forjat i un portal d'arc rebaixat, a l'habitatge dues finestres a la planta i tres al primer pis, totes elles amb forjat. La façana E presenta dues finestres a la planta i dues al primer pis disposades simètricament.

## Història
Masia situada a peu de camí ral construïda a la segona meitat del segle xix, època en què el municipi experimentà el seu màxim increment demogràfic. El cens de 1860, el més alt de la seva història, dona la xifra de 1188 habitants.